# Galette des Rois

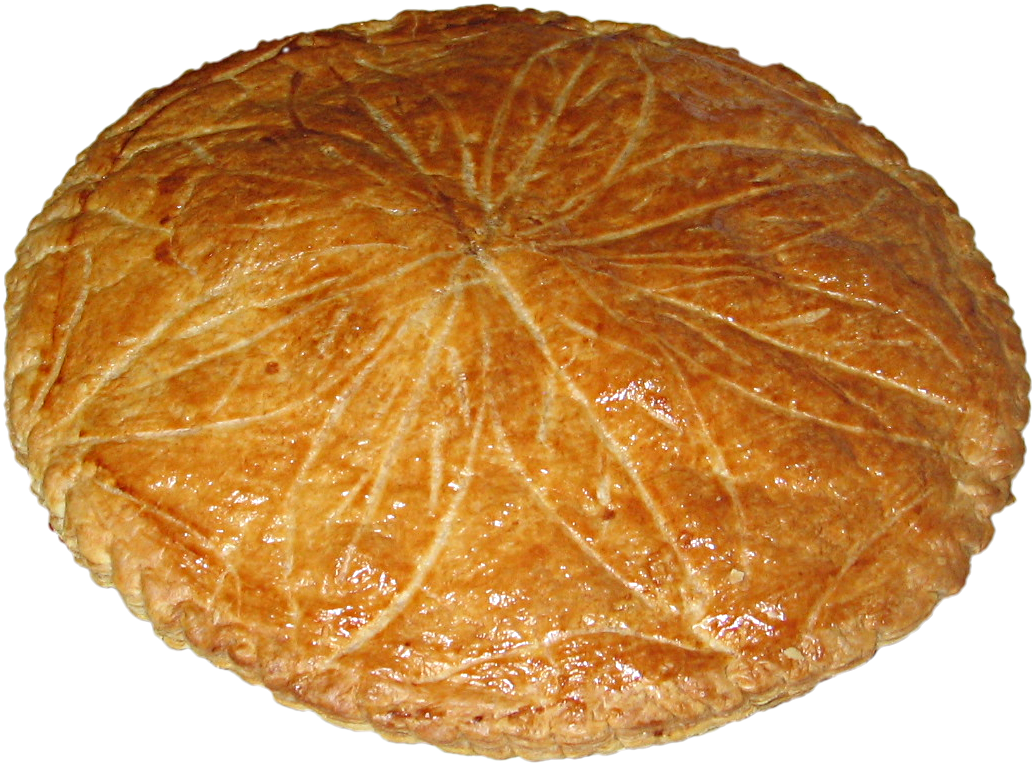
Galette des Rois

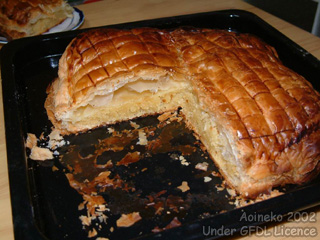
Hausgemachte Galette des Rois

Die Galette des Rois ist die u. a. in Frankreich, Belgien und Luxemburg sowie dem Saarland verbreitete Variante des Dreikönigskuchens. Eine Galette bezeichnet im Französischen einen runden und flachen Kuchen, ein roi (altfranzösisch roy, daher das Adjektiv royal) ist auf Deutsch ein König. Sie wird am 6. Januar, dem Dreikönigstag, zur Erinnerung an die heiligen drei Könige serviert.

## Ursprung, Bräuche
Die Geschichte der Galette des Rois geht auf zwei Ursprünge zurück: zunächst auf die römische Saturnwoche, ein 7-tägiges Fest, bei dem üblicherweise die Kinder mit Kuchen beschenkt wurden. Der Termin fiel mit der Zeit der Lehnsabgaben zusammen, und der Kuchen erhielt daher den Namen „Königskuchen“. Der zweite Ursprung geht auf das Konkordat von 1801 zurück, das als Datum für das Epiphaniasfest (Erscheinungsfest, Heilige Drei Könige) den 6. Januar festlegte. Das Epiphaniasfest gedenkt des Besuchs der „Heiligen Drei Könige“ Caspar, Melchior und Balthasar, die gemäß dem Matthäus-Evangelium gekommen waren, um dem Jesuskind die Geschenke Myrrhe, Weihrauch und Gold zu bringen. Ihren Weg zur Krippe in Betlehem fanden die Heiligen Drei Könige der Erzählung nach, indem sie dem Stern folgten, der ihnen den Weg wies.
Diesem Doppelursprung ist die heutige Tradition zu verdanken, eine Königstags-Galette untereinander zu teilen. Es ist Brauch, dazu in der Galette eine dicke Bohne (frz. fève) oder, wie seit einigen Jahrzehnten üblich, eine kleine (Porzellan-)Figur einzubacken. Wer in seinem Kuchenstück die Figur (oder die Bohne) findet, wird mit einer Pappkrone gekrönt und ist König bzw. Königin für einen Tag. Er darf sich seine Königin bzw. ihren König aussuchen, die bzw. der sich ebenfalls eine Krone aufsetzen darf. Zudem gibt es den (weniger verbreiteten) Brauch, dass immer wenn der König sein Glas zum Mund führt, alle Familienmitglieder „Le roi boit!“ („Der König trinkt!“) ausrufen. Dieser Brauch wird vor allem in Familien mit Kindern und in Kindergärten gepflegt. In einigen Familien legt man das „Armenstück“ oder das „Liebe-Gott-Stück“ beiseite, um es unvorhergesehenen Besuchern zu geben.
Regionsabhängig gibt es grundsätzlich zwei Arten von Galette des Rois: aus Blätterteig (galette feuilletée) oder aus Hefeteig (brioche).

## Brioche
Im Süden Frankreichs wird der Königskuchen aus Brioche-Teig, einem Hefeteig mit hohem Fettanteil, hergestellt, entweder als brioche nature, ganz einfach, in Form eines großen Rades mit Zuckerstreusel oder, besonders in der Provence, gefüllt mit kandierten Früchten. Diese südfranzösische Variante, bekannt als couronne des rois („Königskranz“) oder gâteau des rois („Königskuchen“), hat große Ähnlichkeit mit der katalanischen Tortell des Reis und dem spanischen Roscón de Reyes.

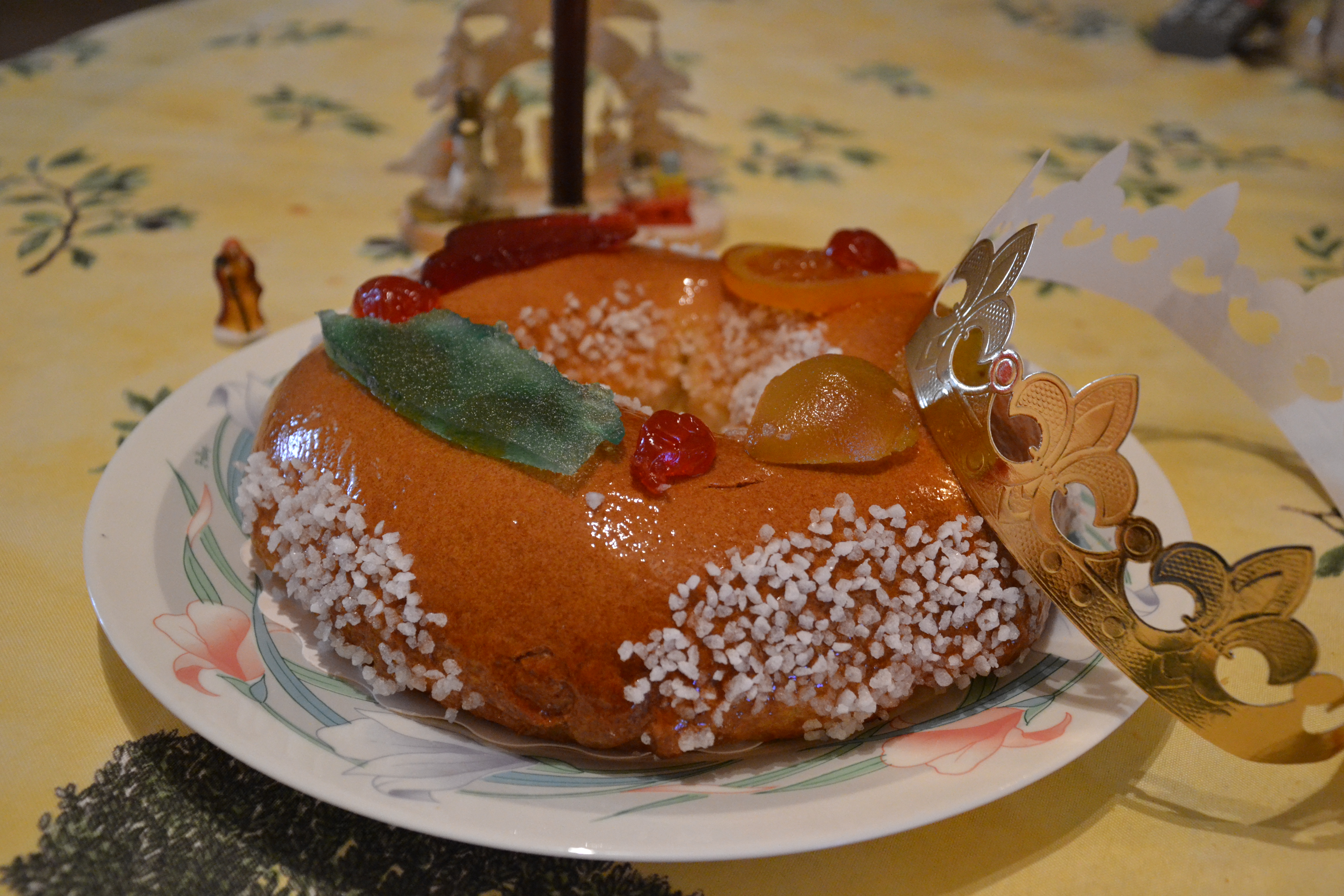
Gateau des Rois aus Briocheteig
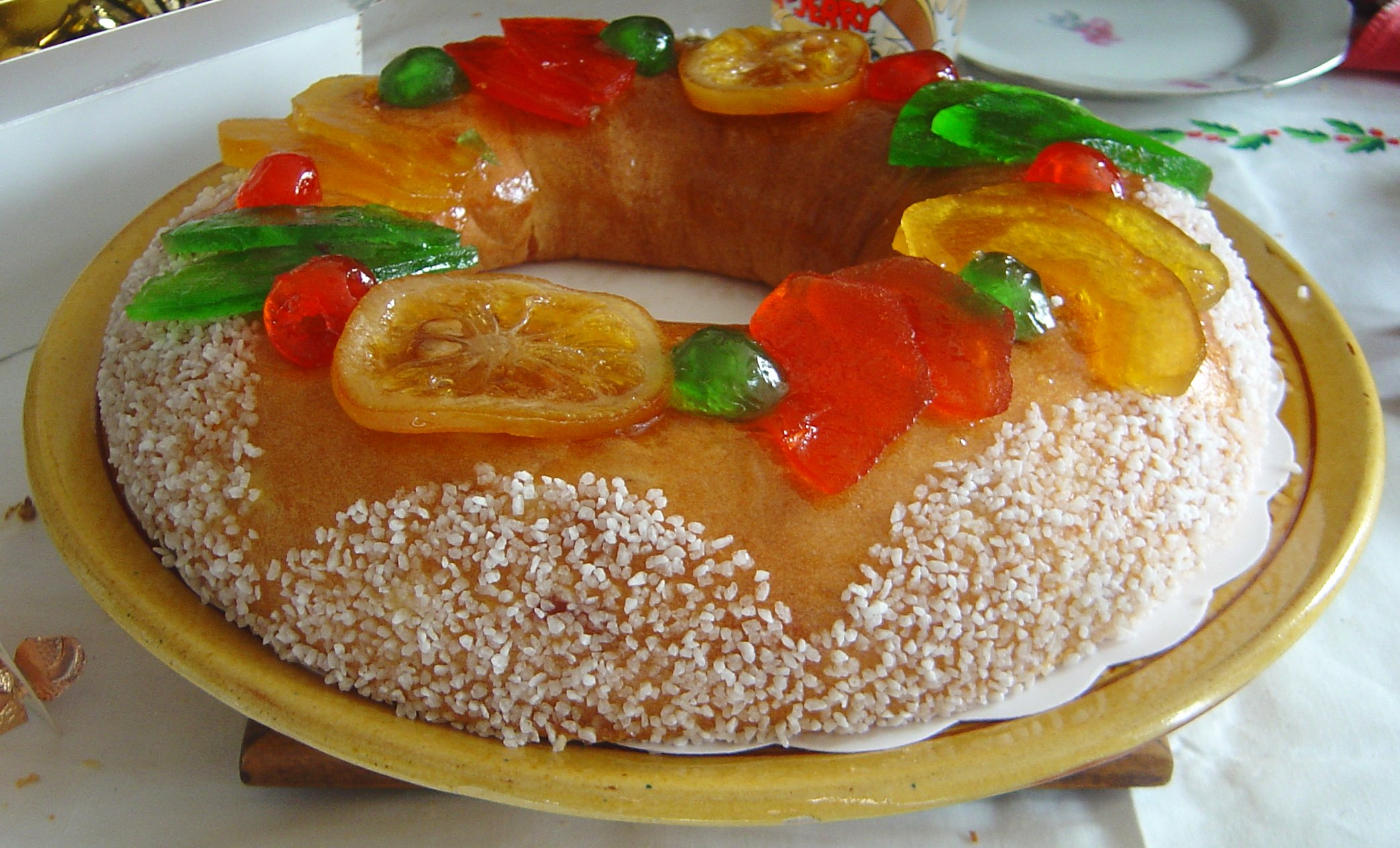
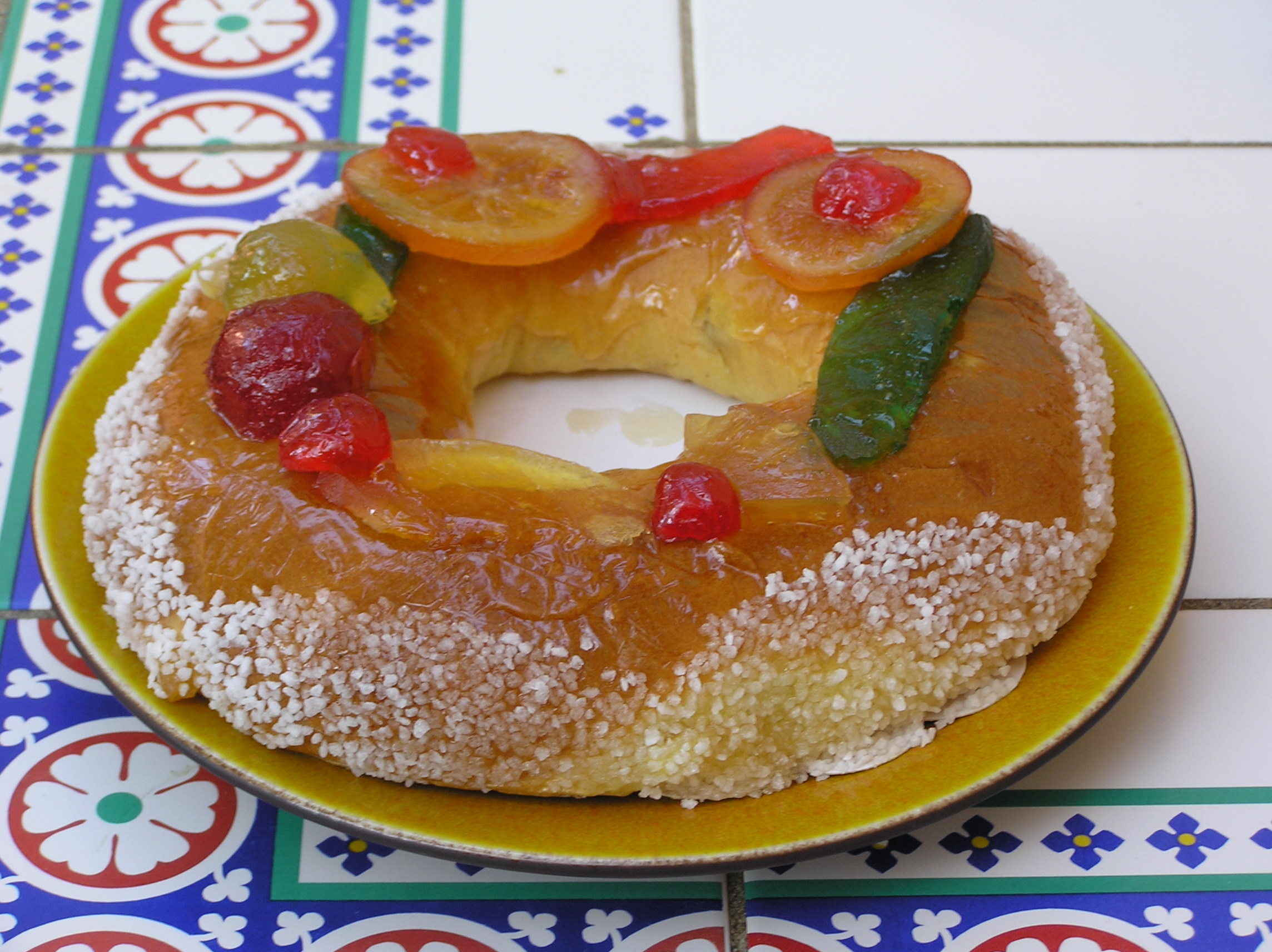

## Galette feuilletée
Die Galette aus Blätterteig ist vor allem in der nördlichen Hälfte Frankreichs verbreitet. Die runde Form des flachen Kuchens symbolisiert die Sonne, die goldene Farbe das Licht, der blättrige Teig das Buch der Weisheit und das Figürchen die Weisheit.
Es gibt verschiedene Varianten, vor allem die „trockene“ Galette sèche, aus Blätterteig nur mit Zucker, und die Galette à la frangipane, aus Blätterteig mit der Mandelcreme frangipane (angeblich benannt im 16. Jahrhundert nach dem aus Rom stammenden Marchese Muzio Frangipani). Besonders für Allergiker (Mandelallergie) sind Galettes mit anderer Füllung immer häufiger erhältlich, z. B. mit Apfelmusfüllung.

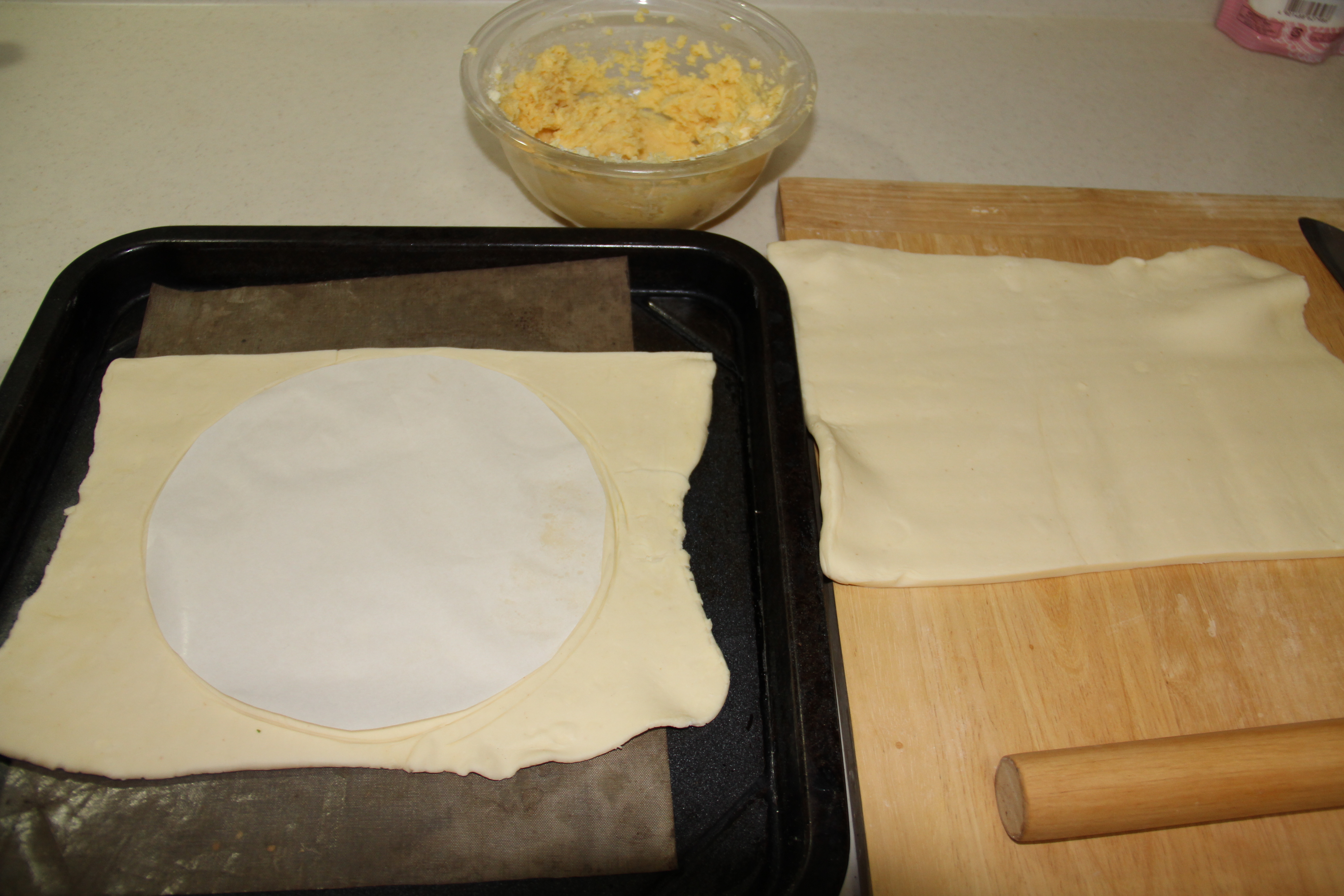
Herstellung der Galette des Rois aus Blätterteig
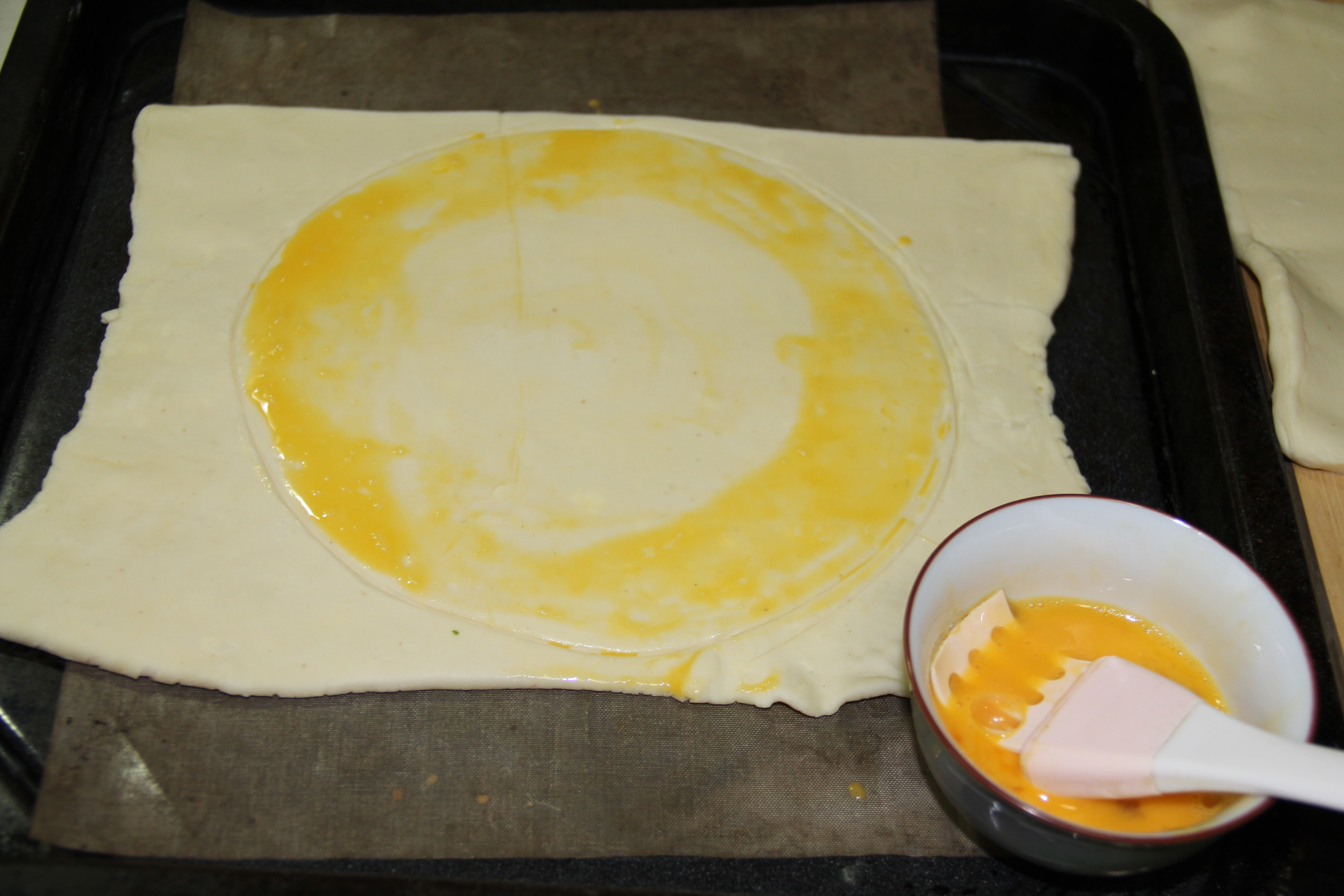
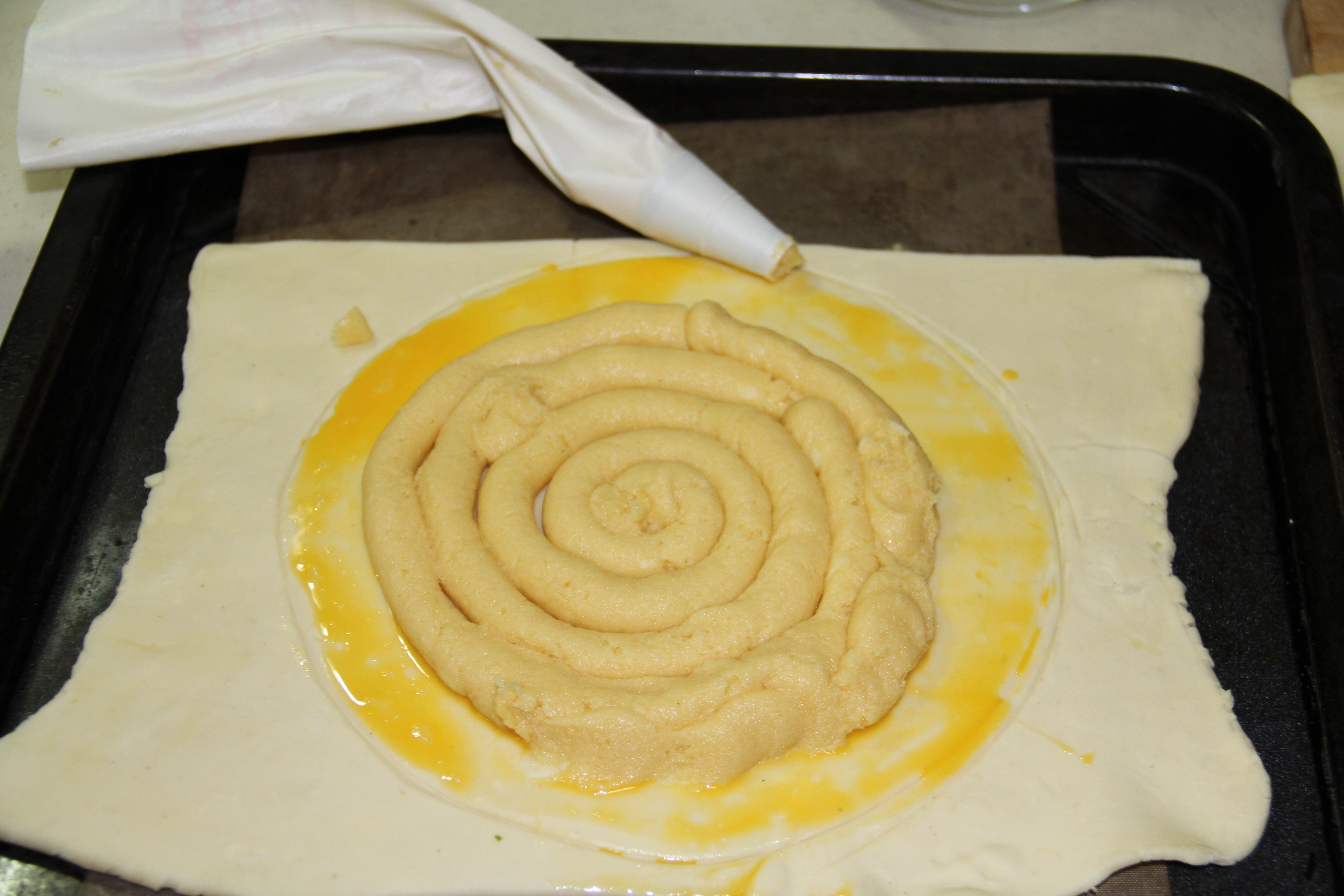
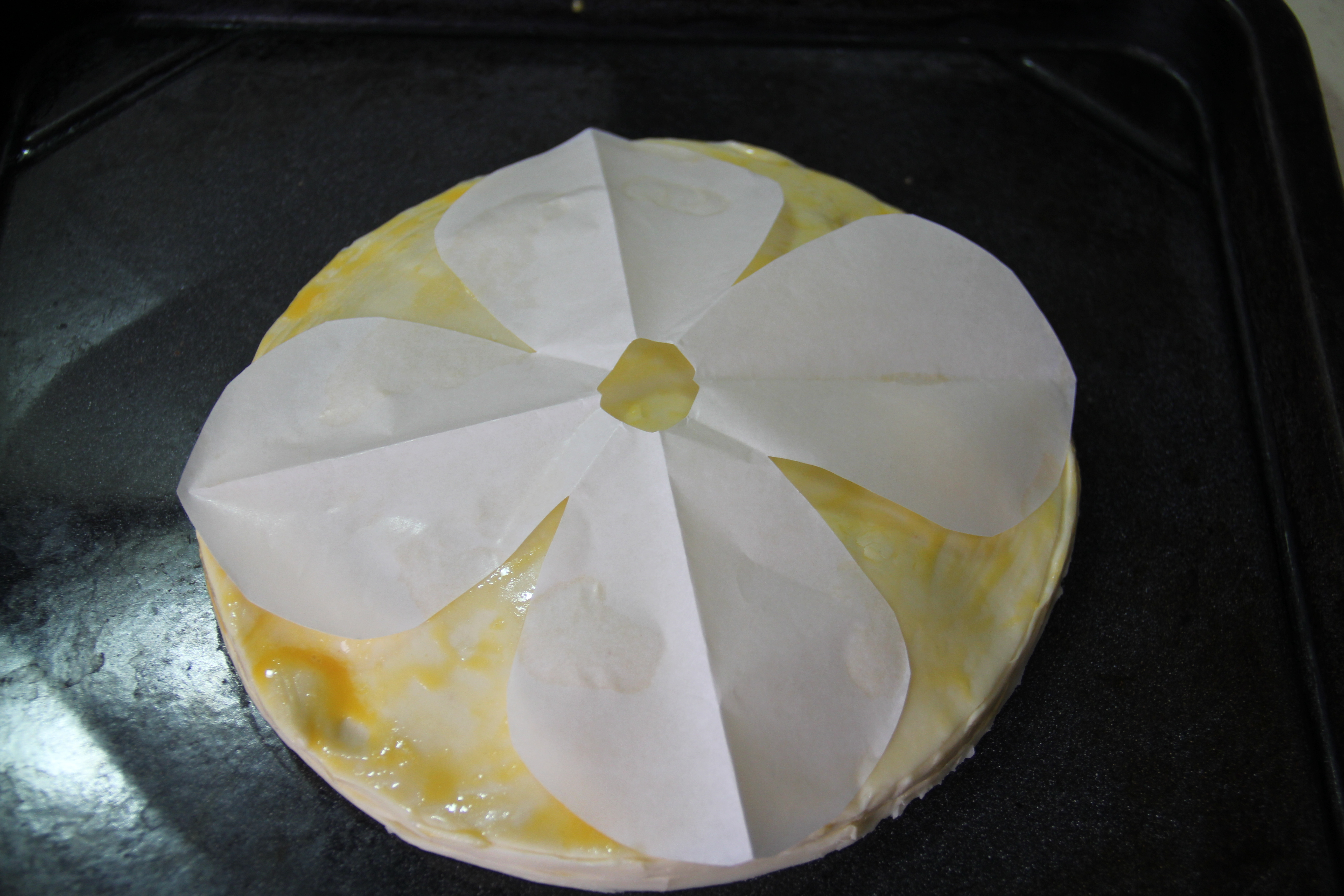
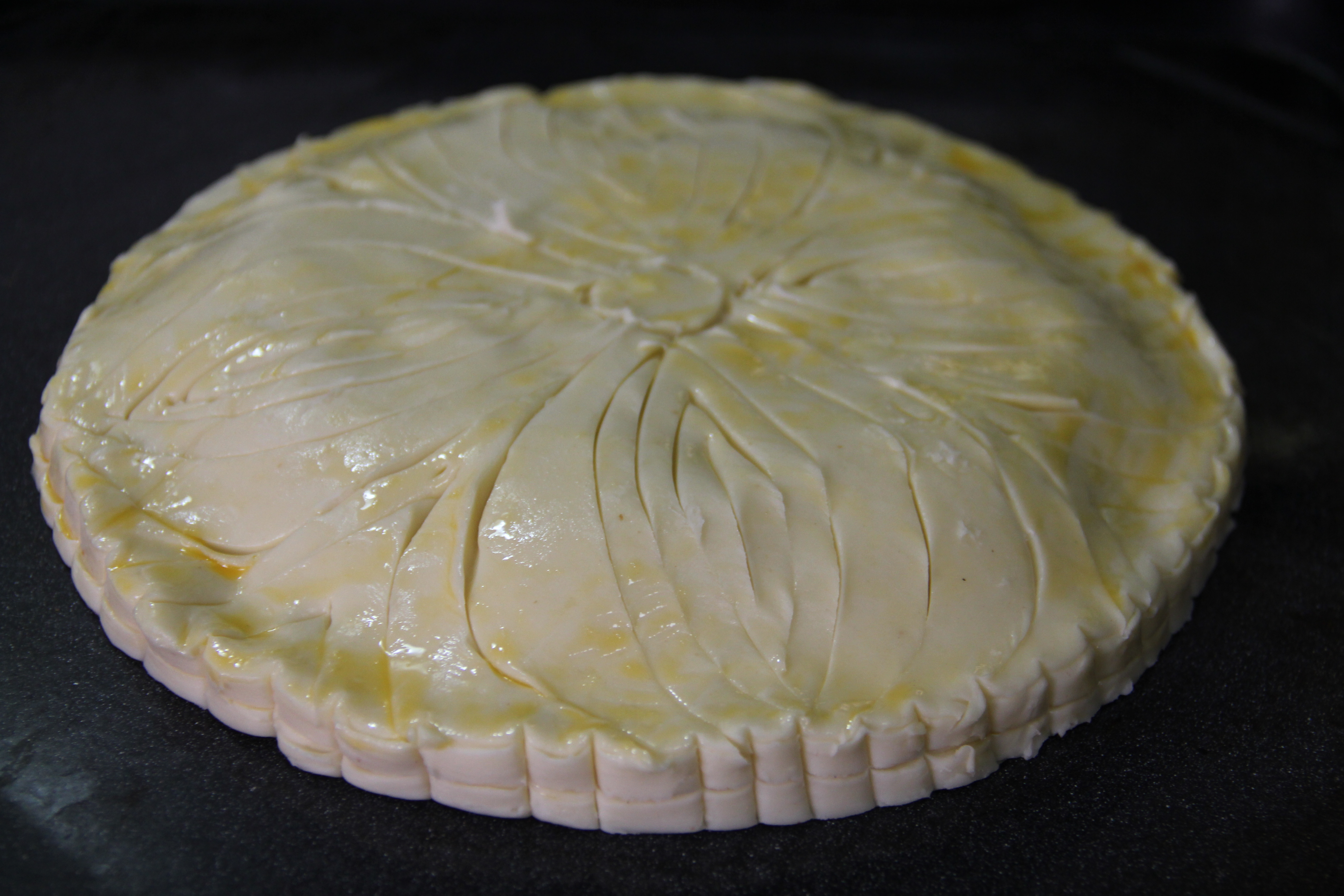
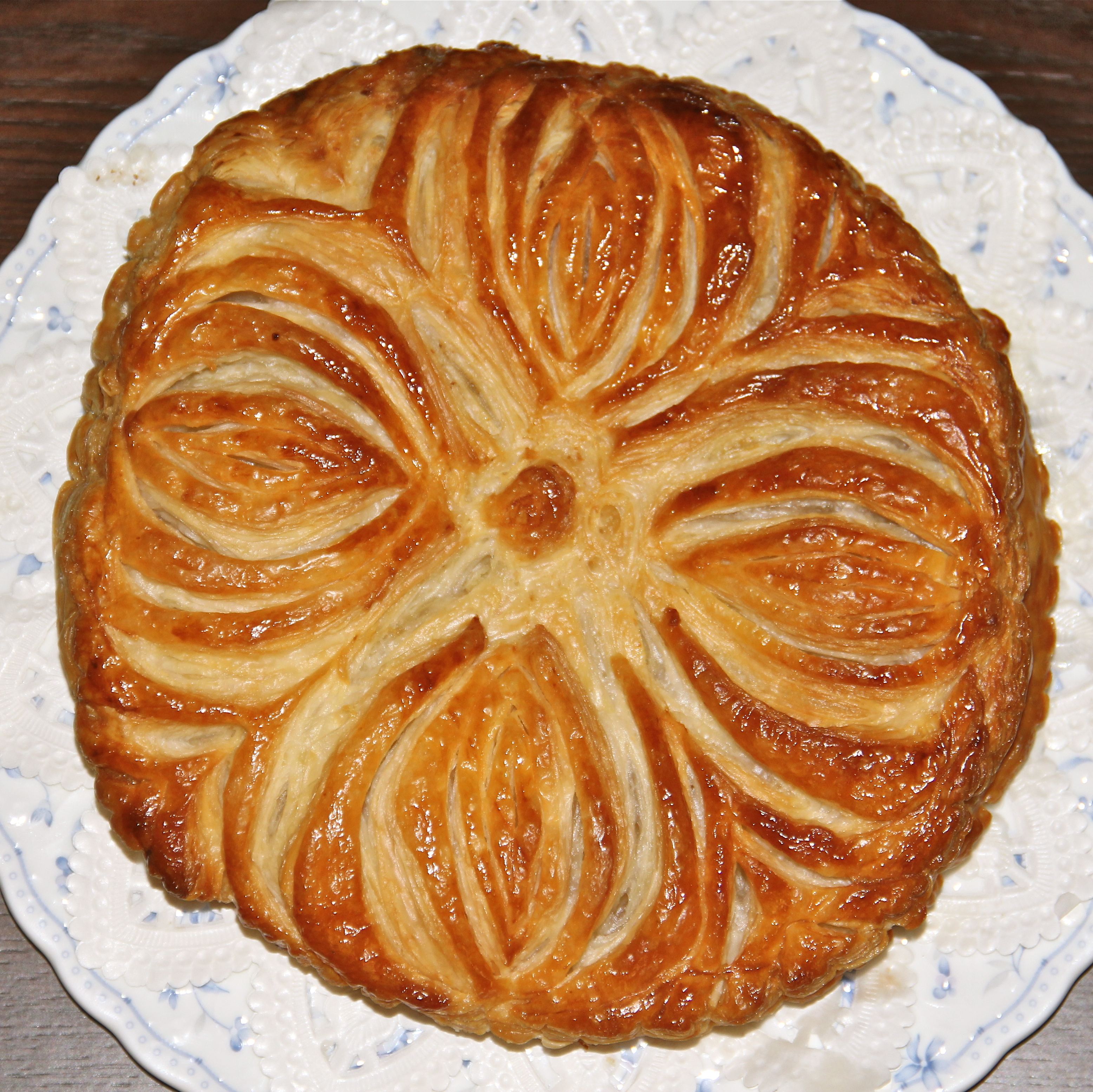

## Fève
Anstelle getrockneter Bohnen werden seit einigen Jahrzehnten die unterschiedlichsten Porzellanfigürchen in die Galette eingebacken. Die Sammler solcher Figuren werden fabophiles genannt (Vgl. die französischsprachige Wikipedia unter Fabophilie).

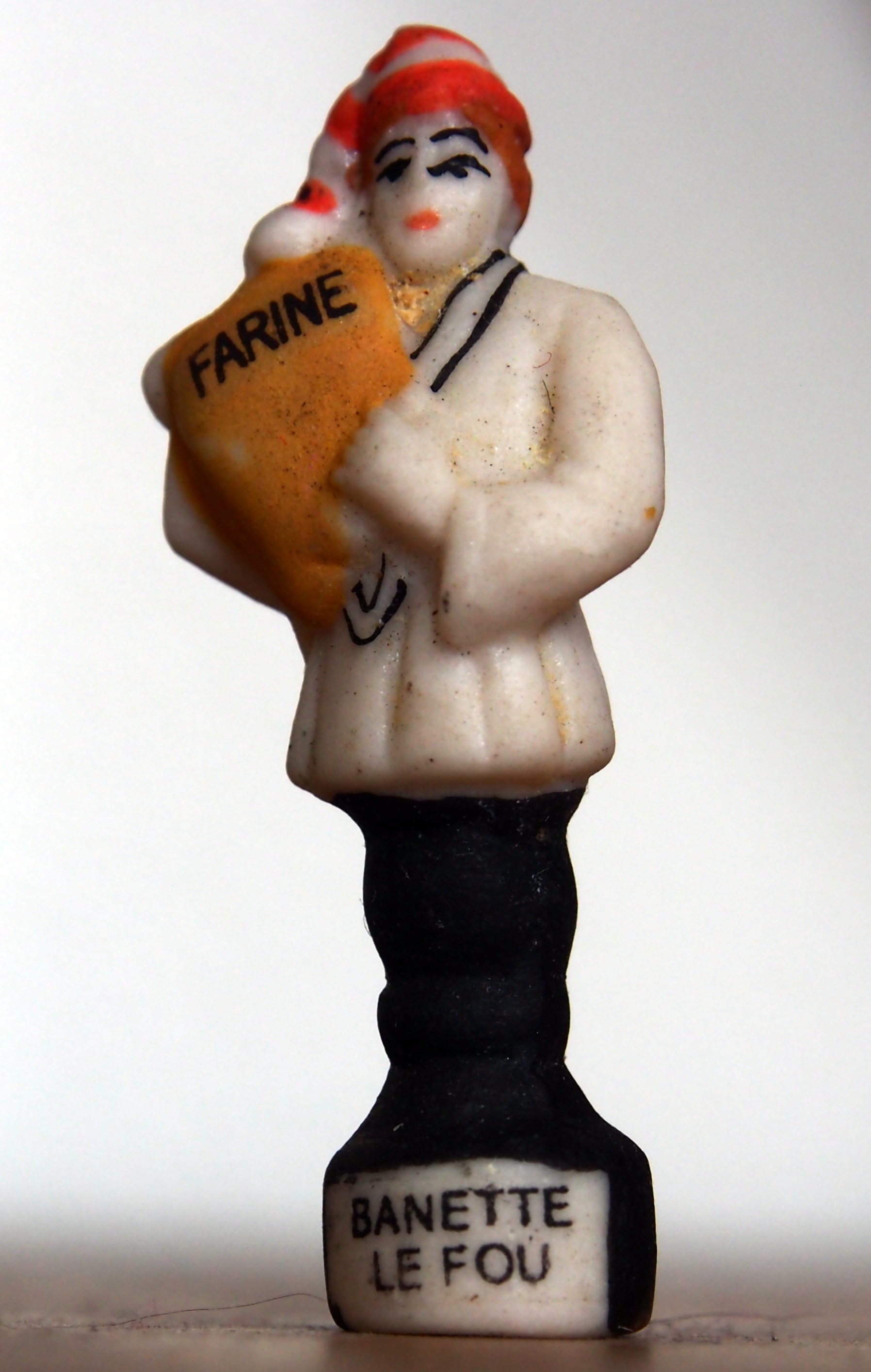
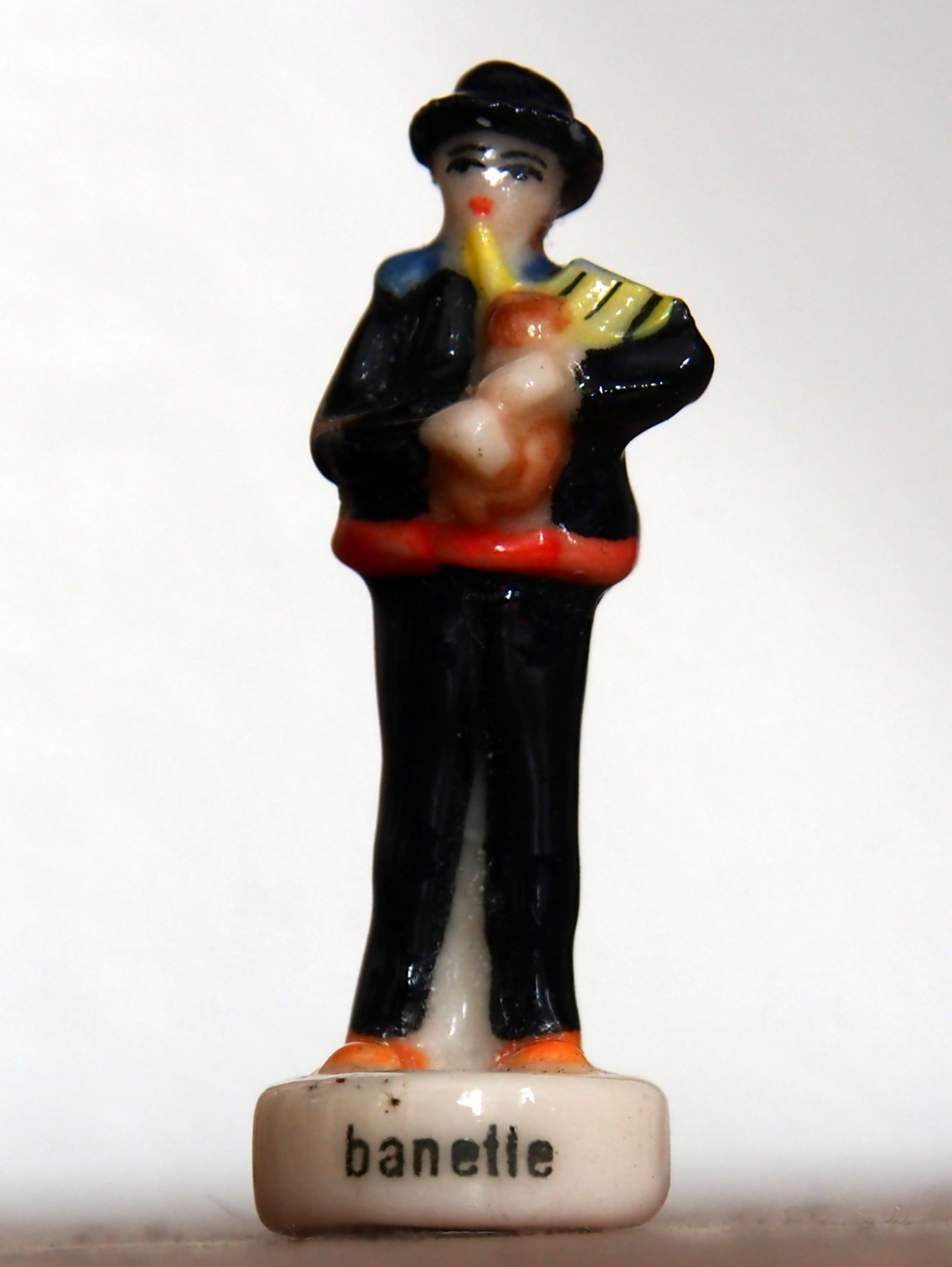
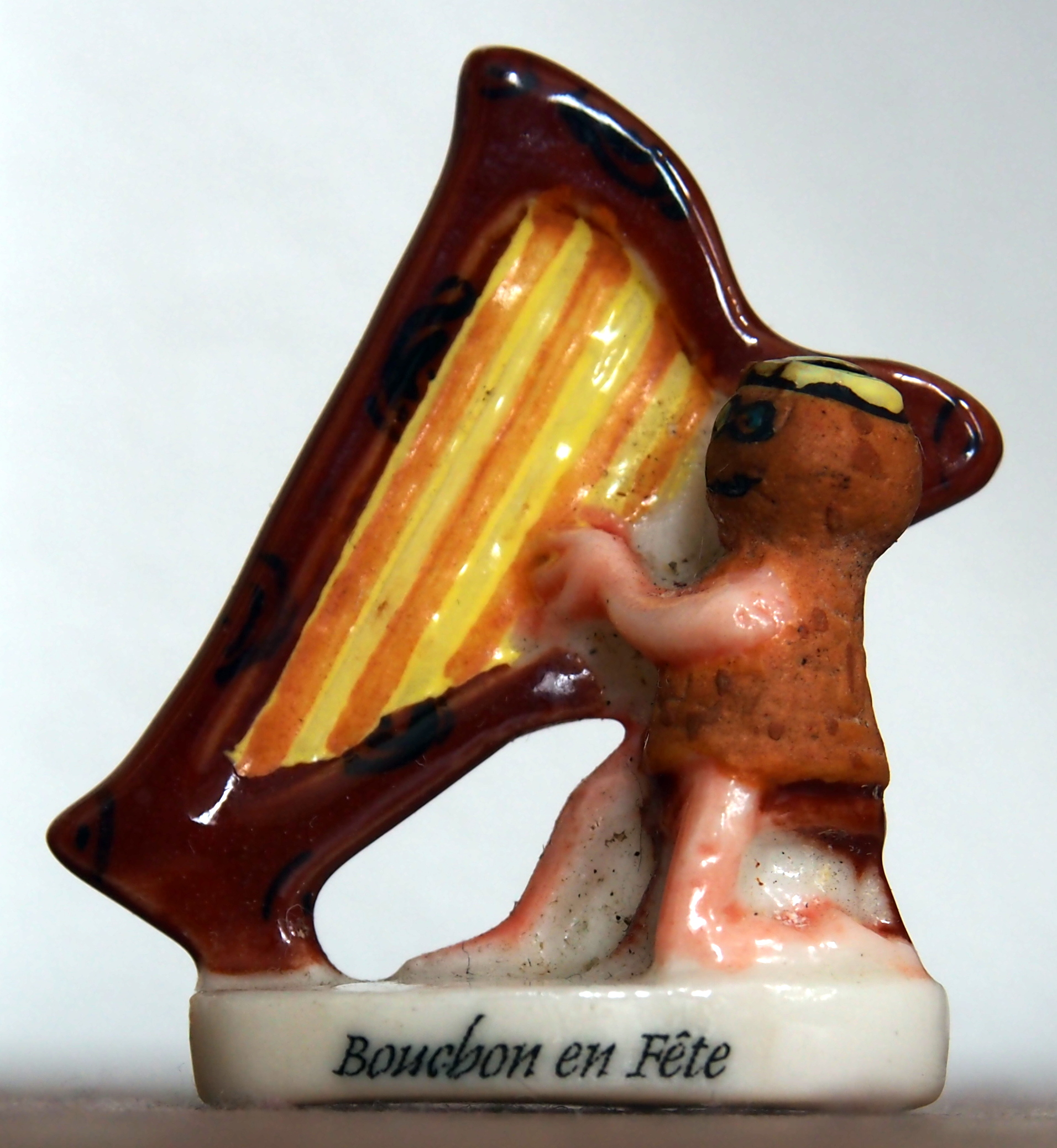
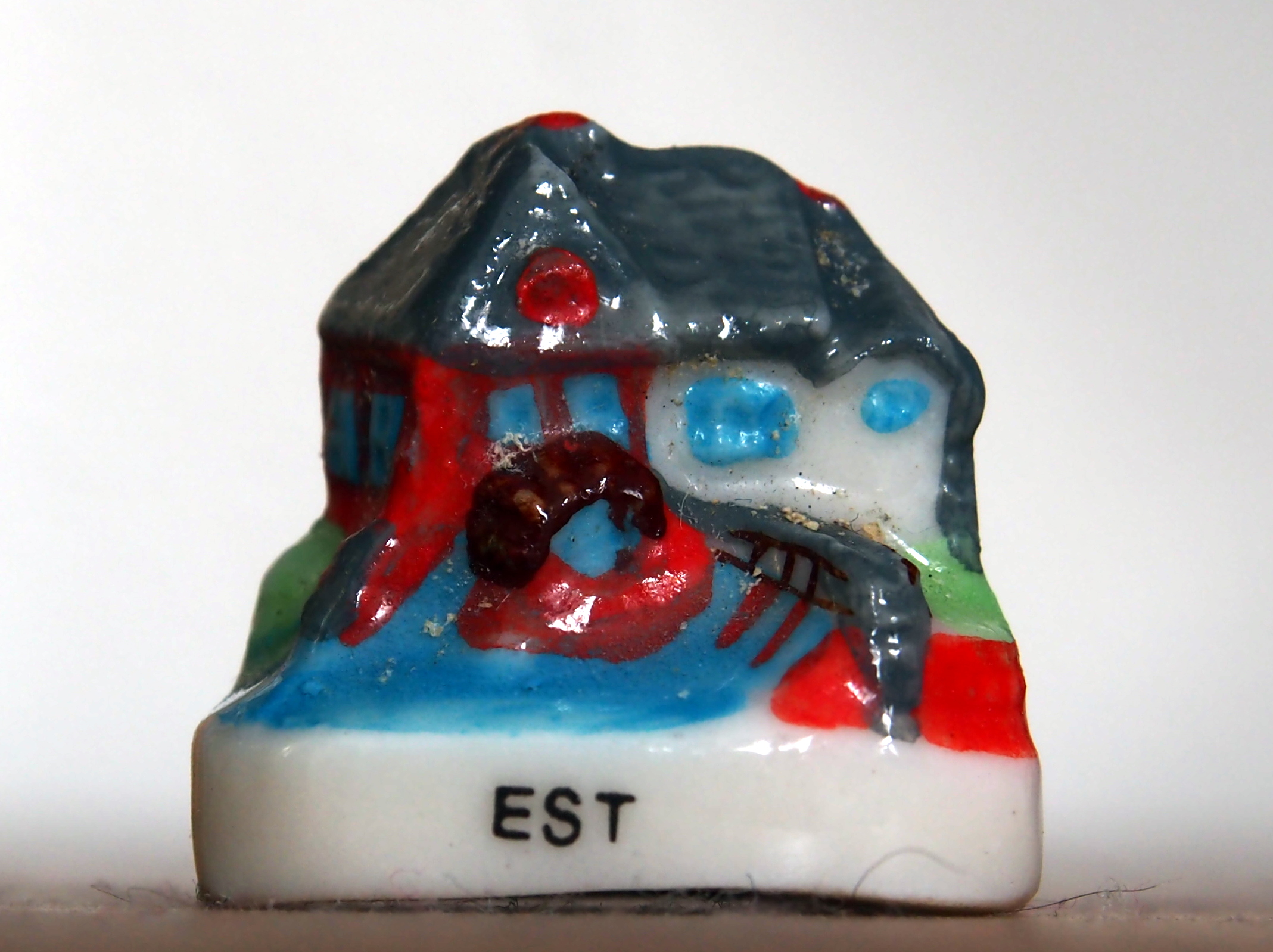
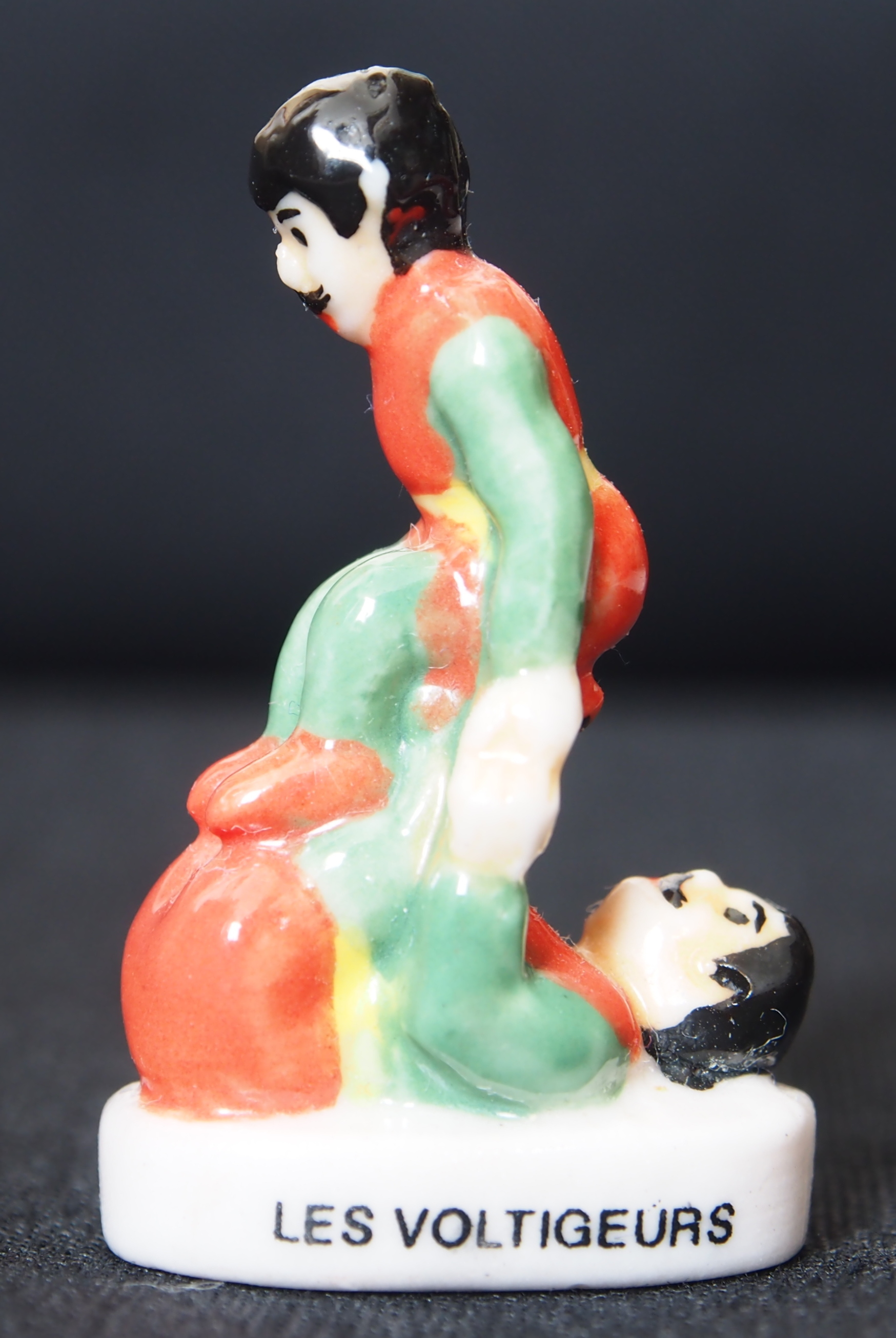
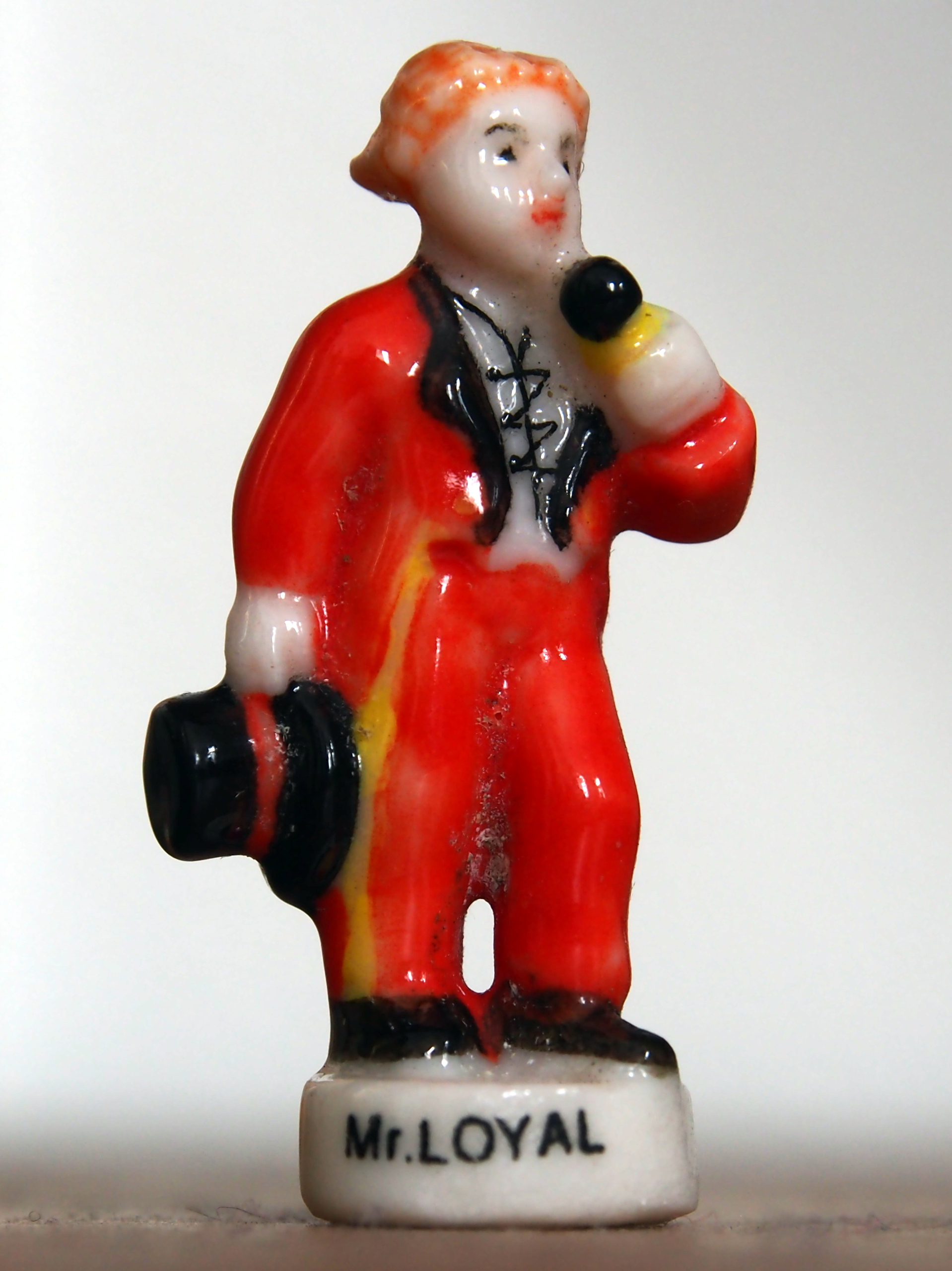
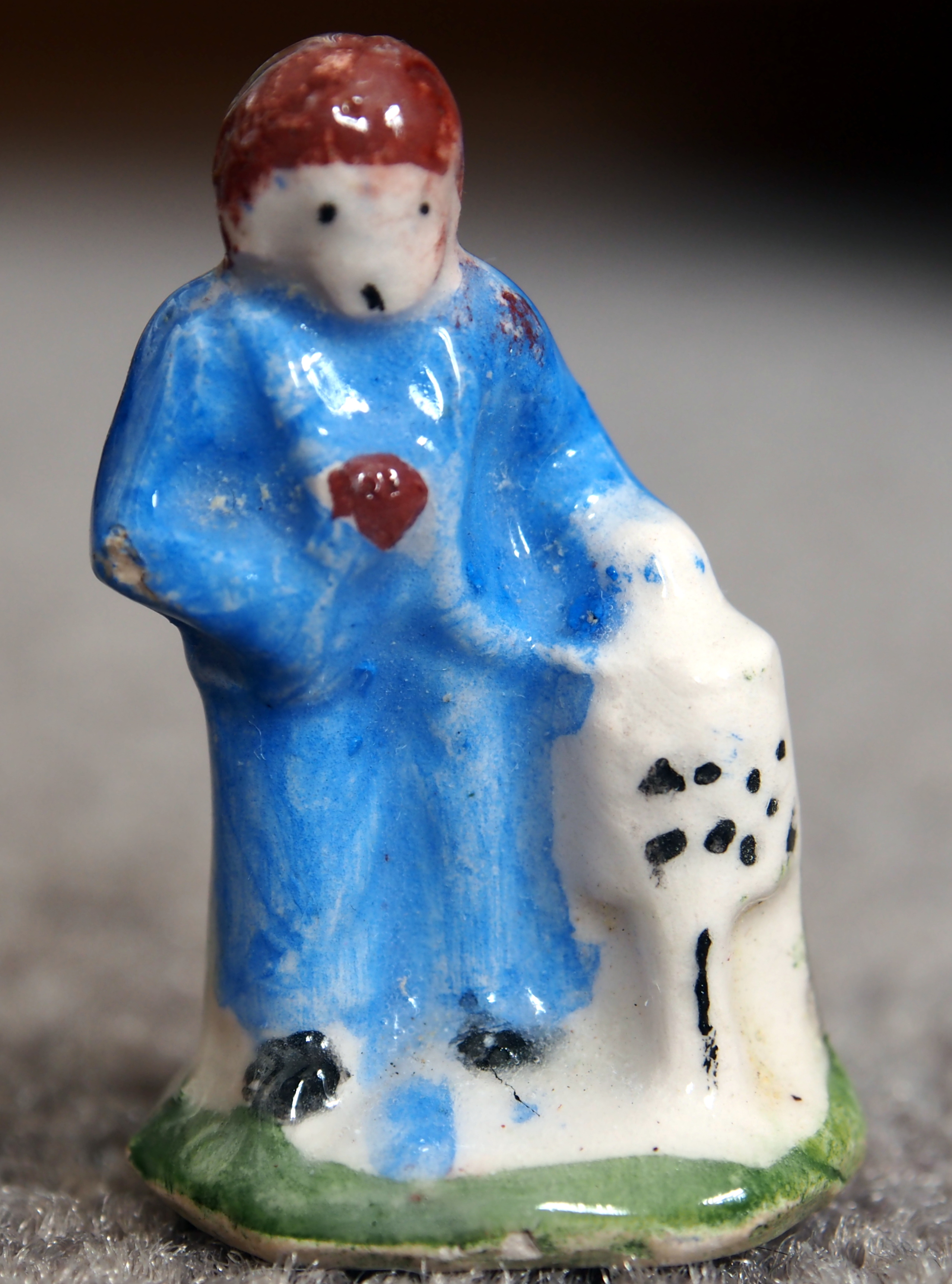
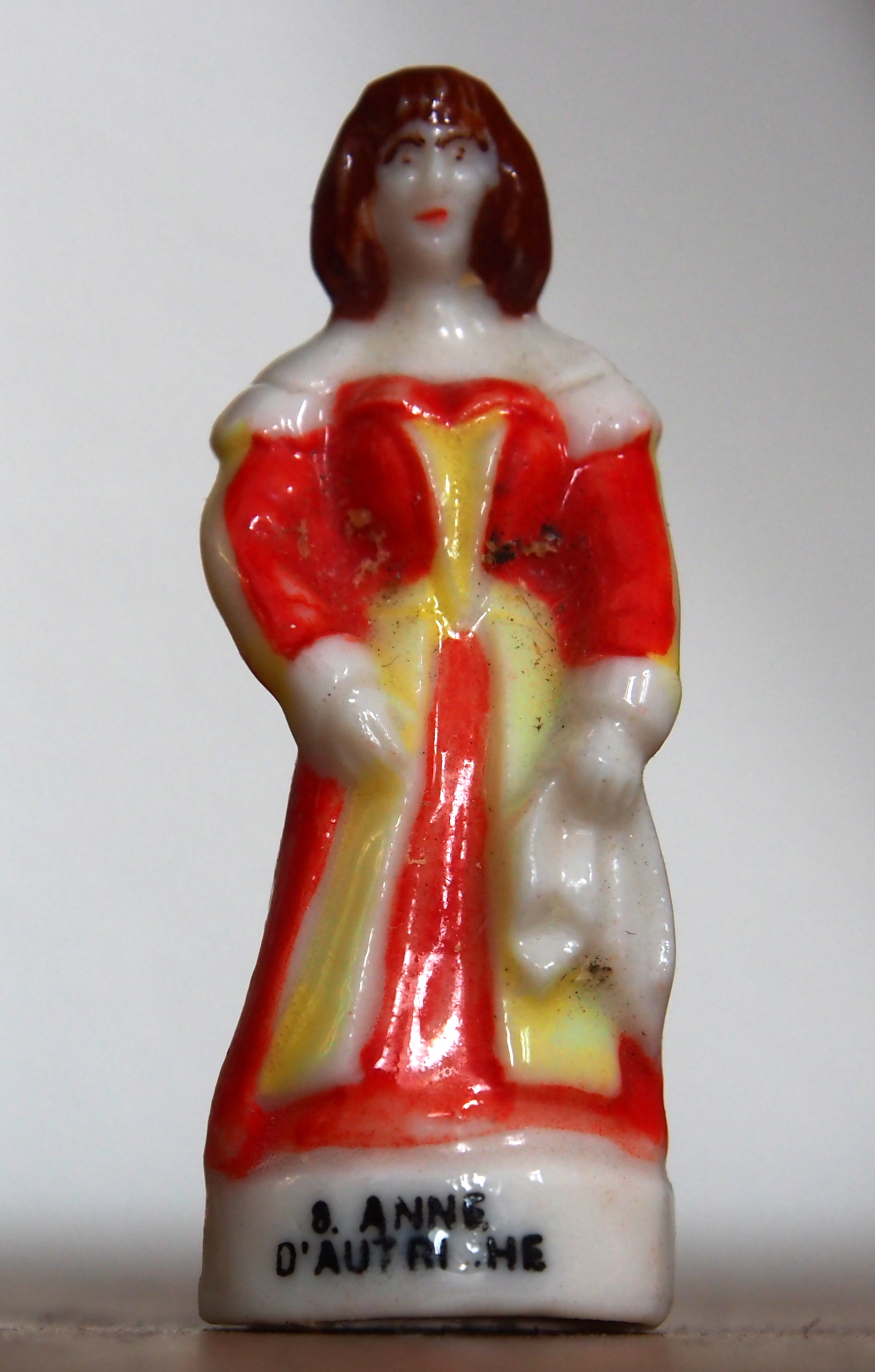
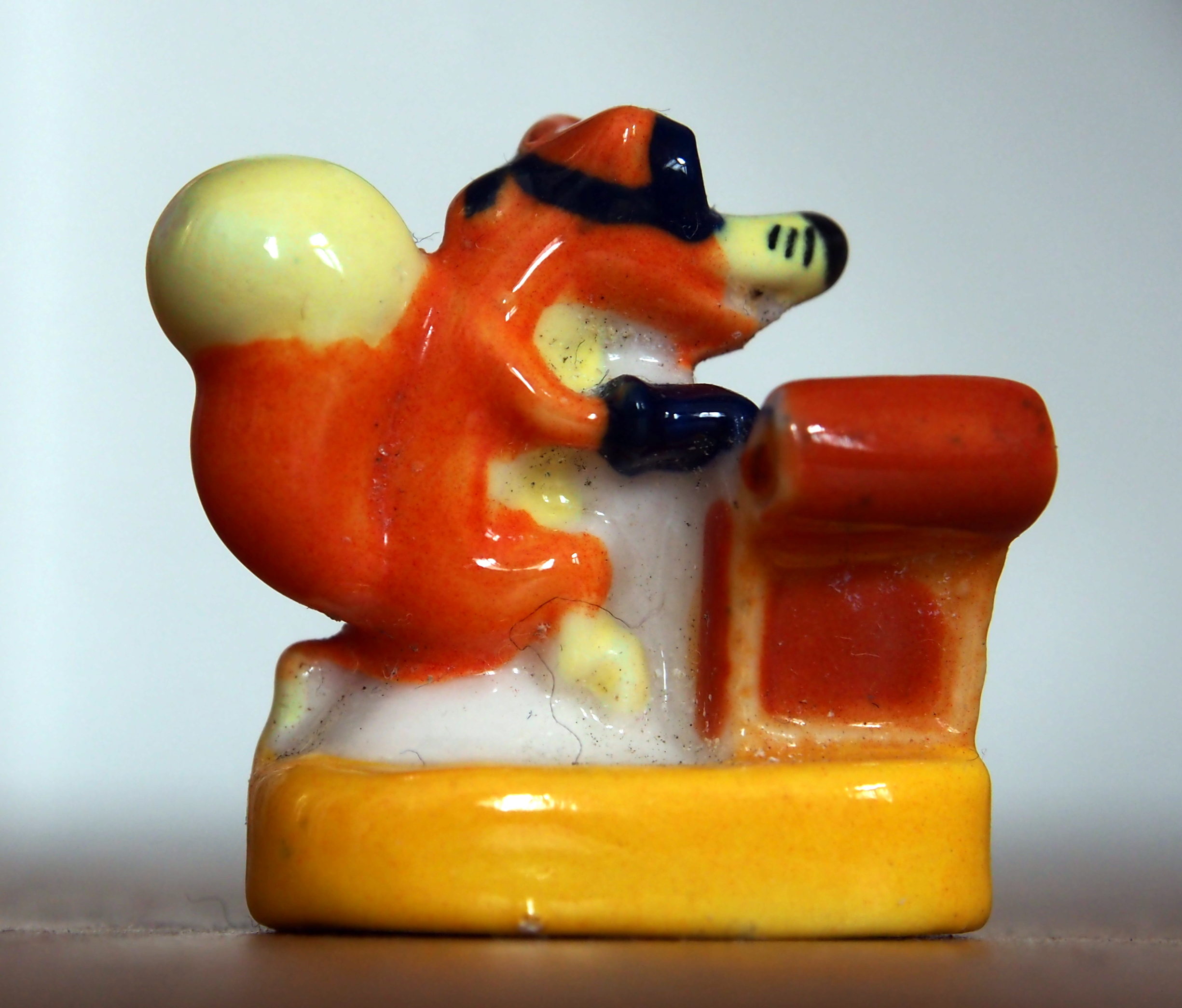